# دانیویل-لاوسون-دیومانت (کلرادو)
دانیویل-لاوسون-دیومانت (به انگلیسی: Downieville-Lawson-Dumont) یک منطقهٔ مسکونی در ایالات متحده آمریکا است که در شهرستان کلیر کریک، کلرادو واقع شده‌است. دانیویل-لاوسون-دیومانت ۲٫۲ کیلومتر مربع مساحت و ۵۹۴ نفر جمعیت دارد.